# Tue West (album)
Tue West er selvbetitlede debutalbum fra den danske popsanger Tue West. Det blev udgivet den 6. oktober 2003.
En alternativ udgave blev udgivet med et skjult nummer, "Andre Mennesker" efter det sidste nummer på albummet. "Andre Mennesker" starter ved 5:32 efter knap to minutters stilhed.
Sangene "Hun Er Fri (Kvinden Og Lottokuglerne)" og "En Sang Om Kærlighed" blev store hits for West og blev bl.a. spillet som P3's Uundgåelige.
Musikmagasinet GAFFA gav albummet tre ud af seks stjerner, og Soundvenue gav fem ud af seks stjerner. Tue West peakede som nummer 4 på Album Top-40 og nåede 50 uger på listen. I 2004 blev det nomineret til "Årets danske udgivelse" ved Danish Music Awards. Året efter vandt albummet prisen som "Årets Danske Pop Udgivelse". Det blev også nomineret til "Årets danske album", mens "En Sang Om Kærlighed" blev nomineret til "Årets danske hit". Tue West selv blev nomineret til både "Årets danske sangskriver" og "Årets danske sanger" ved samme prisoverrækkelse.
Albummet solgte 55.000 eksemplarer, og solgte dermed platin.

## Spor
1. "Hun Er Fri (Kvinden Og Lottokuglerne)" - 3:46
2. "Tanken Om Dig" - 4:17
3. "Du Er Min Sol" - 3:47
4. "Skynd Dig Væk" - 5:11
5. "For Blid" - 3:32
6. "En Sang Om Kærlighed" - 4:53
7. "Jeg Kan Sove, Når Jeg Kommer Hjem" - 3:55
8. "Sig Du Er Sikker (Værelse Med Udsigt)" - 4:01
9. "Den Glade Dag" - 4:52
10. "Sommeren Gik" - 3:47

Alternativ version
1. "Hun Er Fri (Kvinden Og Lottokuglerne)" - 3:46
2. "Tanken Om Dig" - 4:17
3. "Du Er Min Sol" - 3:47
4. "Skynd Dig Væk" - 5:11
5. "For Blid" - 3:32
6. "En Sang Om Kærlighed" - 4:53
7. "Jeg Kan Sove, Når Jeg Kommer Hjem" - 3:55
8. "Sig Du Er Sikker (Værelse Med Udsigt)" - 4:01
9. "Den Glade Dag" - 4:52
10. "Sommeren Gik" (med "Andre Mennesker" som skjult track) - 10:12